# New Ringgold, Pennsylvania
New Ringgold là một thị trấn thuộc quận Schuylkill, tiểu bang Pennsylvania, Hoa Kỳ. Năm 2010, dân số của thị trấn này là 276 người.